# Paix de Pontoise
Auxerre (1412) Arras (1414)
La paix de Pontoise fut conclue entre le 28 juillet 1413.
En août 1413, Jean de Berry et son neveu Jean sans Peur, duc de Bourgogne, assisté de son conseiller, monseigneur Jean de Thoisy,  entrent dans Pontoise pour négocier la Paix entre le roi de France et les Cabochiens qui ont envahi Paris. 
Cette paix ne peut en aucun cas être signée sans l'accord de Paris, en effet la capitale retient prisonniers le roi Charles VI de France, son épouse Isabeau de Bavière et leur fils le dauphin de France Louis de Guyenne otages des Cabochiens. Ceux-ci après délibération dans chaque quartier de la capitale accepteront la paix proposée par Charles VI, à l'exception du quartier des Halles où l'on trouve une forte concentration de Cabochiens et l'Hôtel d'Artois (résidence des ducs de Bourgogne à Paris). Cette paix permettra la libération de Louis de Bavière (futur Louis VII de Bavière-Ingolstadt) et d'Édouard III de Bar détenus au Louvre.